# Бутенин, Николай Васильевич
Никола́й Васи́льевич Буте́нин 14 октября 1914, Петроград  — 24 апреля 1995, Санкт-Петербург — доктор физико-математических наук, профессор, специалист в области ракетной и космической техники, теоретической и прикладной механики.

## Биография
Из семьи служащих. В 1932 году окончил среднюю школу. Заработав требуемый рабочий стаж, в 1934 году поступил на математическое отделение физического факультета Горьковского университета. На 2-м курсе перешёл к А. А. Андронову на отделение механики. Один из самых первых учеников А. А. Андронова.
В 1937 году окончил Горьковский государственный университет. В 1941 году после защиты кандидатской диссертации был направлен в Ленинградскую Краснознаменную Академию имени А. Ф. Можайского.
С 1944 по 1988 год — начальник кафедры теоретической механики Военной инженерно-космической академии им. А. Ф. Можайского, с 1988 по 1995 год — профессор там же. Доктор физико-математических наук (1952) (тема диссертации: «Исследование действия внешней силы на автоколебательные системы методом медленно меняющихся коэффициентов»).
Основное направление работ Н. В. Бутенина связано с разработкой новых методов в теории нелинейных колебаний и прикладной теории гироскопических систем. Интересные результаты были получены им при исследовании поведения гировертикалей и гирокомпасов на подвижном основании, при изучении влияния сил сухого трения на движение гироскопа в кардановом подвесе, установленного неподвижно на Земле, при исследовании автоколебательных режимов работы гиростабилизаторов. Результаты работ Н. В. Бутенина нашли применение в теории и практике конструирования сверхточных гироскопических систем, необходимых для оснащения систем управления ракетами и навигационных систем космических аппаратов.
Руководитель научной школы по теории нелинейных колебаний. Под руководством Н. В. Бутенина было подготовлено 9 докторов и более 20 кандидатов наук. Член Национального комитета СССР по теоретической и прикладной механике.
Автор более 100 научных и методических трудов, один из авторов фундаментального учебника по теоретической механике, который выдержал неоднократное переиздание (последнее, 11-е издание выпущено издательством «Лань» в 2009 году) и был переведён на ряд языков. Был удостоен звания Заслуженного деятеля науки и техники РСФСР и награждён знаком «За отличные успехи в работе в области высшего образования СССР». Являлся членом экспертной комиссии ВАК, сотрудником редколлегии журнала «Известия вузов. Приборостроение».

## Публикации

### Отдельные издания
- Пановко Я. Г., Бутенин Н. В.  Динамика тела переменной массы. — Л.: ЛКВВИА, 1947. — 56 с.
- Бутенин Н. В.  Элементы теории нелинейных колебаний. — Л.: Судпромгиз, 1962. — 195 с.[7]
- Бутенин Н. В.  Теория колебаний. — М.: Высшая школа, 1963. — 187 с.
- Бутенин Н. В., Неймарк Ю. И., Фуфаев Н. А.  Введение в теорию нелинейных колебаний. 2-е изд. — М.: Наука, 1987. — 382 с.
- Бутенин Н. В., Фуфаев Н. А.  Введение в аналитическую механику. 2-е изд. — М.: Наука, 1991. — 255 с. — ISBN 5-02-014221-2.
- Бутенин Н. В., Лунц Я. Л., Меркин Д. Р.  Курс теоретической механики: Учебник. 11-е изд. — СПб.: Лань, 2009. — 736 с. — ISBN 978-5-8114-0052-2.

### Статьи
- Бутенин Н. В.  К теории вынужденных колебаний в нелинейной механической системе с двумя степенями свободы // Прикладная математика и механика. — 1949. — Т. 13, вып. 4. — С. 337—348.
- Бутенин Н. В.  К теории «резонанса» в механической автоколебательной системе с гироскопическими членами // Прикладная математика и механика. — 1950. — Т. 14, вып. 1. — С. 45—56.
- Бутенин Н. В., Лунц Я. Л.  О движении свободного гироскопа при равномерном вращении основания // Изв. вузов. Приборостроение. — 1963. — Т. 6, вып. 5. — С. 75—83.
- Бутенин Н. В.  Астатический гироскоп с сухим трением в осях карданова подвеса, установленного неподвижно на Земле // Изв. вузов. Приборостроение. — 1964. — Т. 7, вып. 2. — С. 99—106.
- Бутенин Н. В., Лестев А. М.  К теории гирополукомпаса // Изв. вузов. Приборостроение. — 1964. — Т. 7, вып. 4. — С. 96—102.
- Бутенин Н. В., Лунц Я. Л.  Некоторые итоги исследований нелинейных задач прикладной теории гироскопов за 50 лет // Изв. вузов. Приборостроение. — 1967. — Т. 10, вып. 10. — С. 79—91.
- Бутенин Н. В., Климов Д. М., Лунц Я. Л., Степаненко Н. П. . Нелинейные задачи теории гироскопических систем // Развитие механики гироскопических и инерциальных систем. — М.: Наука, 1973. — 455 с. — С. 379—401.
- Бутенин Н. В., Климов Д. М.  Успехи механики гироскопических и инерционных систем в СССР // Изв. вузов. Приборостроение. — 1977. — Т. 20, вып. 10. — С. 79—96.
- Бутенин Н. В., Лестев А. М.  Динамика нелинейных гироскопических систем при полигармонических и случайных колебаниях основания // Изв. вузов. Приборостроение. — 1982. — Т. 25, вып. 8. — С. 56—64.